# كرجي ربيع
كرجي ربيع طبيب عراقي يهودي مشهور كانت عيادته في وسط بغداد تعج يوميا بكثير من البغدادين المرضى وكذلك يأتيه المرضى من عموم المحافظات العراقية للثقة العالية بتطبيبه ونجاعة علاجه.
شغل منصب مدير الصحة في القدس بعد مغادرته العراق مع حمله هجرة اليهود. وكان قد حصل على مفتاح القدس من إسرائيل تقديرا لجهوده. شقيقته كانت تعمل سكرتيرة لوزير الداخلية صالح جبر.